# Panisopelma fulvescens
Panisopelma fulvescens är en insektsart som först beskrevs av Blanchard 1852.  Panisopelma fulvescens ingår i släktet Panisopelma och familjen rundbladloppor. Inga underarter finns listade i Catalogue of Life.